# Ottavio Piccolomini
Ottavio (Octavio, Oktawiusz) Piccolomini, pierwszy książę Amalfi (ur. 11 listopada 1599 we Florencji, zm. 11 sierpnia 1656 w Wiedniu) – austriacki wódz z czasów wojny trzydziestoletniej.

## Życiorys
Urodził się we Florencji, a już w wieku 16 lat rozpoczął służbę w wojsku hiszpańskim jako zwykły pikinier.
Dwa lata później, w czasie wybuchu wojny trzydziestoletniej w Czechach został mianowany na kapitana pułku kawalerii wysłanego przez wielkiego księcia Toskanii Cosimo II dla armii cesarskiej, i walczył wyróżniając się pod wodzą hrabiego Bucquoya na Białej Górze i na Węgrzech.
W 1624 służył przez krótki czas w hiszpańskiej armii, a następnie jako podpułkownik (Oberstleutnant) w regimencie kirasjerów dowodzonym przez Pappenheima podczas wojny w księstwie Mediolanu. W 1627 wrócił do służby w armii cesarskiej w stopniu pułkownika (oberszter) gwardii przybocznej A. Wallensteina. Wkrótce popadł w tarapaty za praktykowanie licznych wymuszeń w Stargardzie na Pomorzu. Dzięki własnemu sprytowi uniknął konsekwencji i zachował swoją rangę pułkownika jazdy i piechoty. Mniej więcej w tym samym czasie jego młodszy brat został wyznaczony na arcybiskupa Sieny, a jego wpływy w świecie dyplomacji osłoniły występki Ottavia. W wypadkach mantuańskiej wojny sukcesyjnej Piccolomini odegrał ogromną rolę zarówno jako subtelny dyplomata, jak i jako żołnierz-łupieżca skoncentrowany na pogoni za bogactwem.
Pomiędzy 1627 a 1628 rokiem został mianowany dowódcą wojsk cesarskich w Stargardzie. W tym czasie rozpoczął prace nad oczyszczaniem miasta ze szwedzkich niewybuchów, przy umacnianiu fortyfikacji i bastionu świętojańskiego, podwyższaniu brzegów rzeki Iny oraz był autorem przebudowy stargardzkiego odwachu. W uznaniu tych zasług w 1628 Rada Miejska nadała Piccolominiemu honorowe obywatelstwo Stargardu.
Wkrótce nastąpiła inwazja Gustawa Adolfa w Niemczech. Piccolomini internowany był w Ferrrarze jako zakładnik na czas ratyfikacji traktatu, jednak zgłosił swoją chęć służby Wallensteinowi, który został ponownie wyznaczony na naczelnego wodza wojsk cesarskich. Wallenstein nie życzył go sobie w swoim wojsku, służył więc podczas początkowych operacji pod wodzą generała Holka, oficera mającego za sobą służbę w armii duńskiej. Będąc z wojskami Holka wziął udział w 1632 w bitwie pod Lützen. Jego ambicje zostały zaspokojone, gdy w oficjalnym raporcie z bitwy cesarz 31 grudnia 1632 mianował go na stopień generała feldwachtmeistra.
W kampanii roku 1633 Piccolomini miał komendę nad ważnym wydzielonym oddziałem stojącym w Hradcu Králové, mającym za zadanie utrudniać nieprzyjacielowi dostęp ze Śląska do Czech. 19 października tego roku został mianowany na stopień generała kawalerii, a 1 grudnia 1634 na stopień marszałka polnego.
W maju Wallenstein wkroczył z główną armią na Śląsk w celu zmuszenia lub przekonania elektorów Saksonii i Brandenburgii, by połączyli swe siły z cesarzem przeciwko Szwedom. Był z nim Piccolomini, i nie aprobując polityki Wallensteina, przyłączył się do wojskowej konspiracji, która znalazła swój epilog w postaci zamordowania Wallensteina 25 lutego 1634. Za udział w zabójstwie wodza, który oddał tyle usług dla cesarstwa, cesarz nagrodził Piccolominiego buławą marszałkowską, ogromną sumą 100 tys. guldenów oraz posiadłością w miejscowości Náchod w Górach Orlickich.
Piccolomini był nie tylko uczestnikiem zabójstwa Wallensteina, ale i jego uczniem. Od niego uczył się sztuki wojennej. W dniach 5–6 września 1634 wyróżnił się w zwycięstwie w bitwie pod Nördlingen. Wkrótce zauważył konieczność doprowadzenia do skutku kwestii wojskowej polityki przedłożonej przez Wallensteina, lecz ani on, ani nowy generał-lejtnant cesarski Gallas, nie mieli dość woli i charakteru, by ją przeprowadzić, więc wojna wlokła się dalej latami.
W 1635 Piccolomini działał do spółki z Hiszpanami i gorzko skarżył się, że ich lenistwo i ostrożność marnują każdy jego plan. W 1638 został hrabią cesarstwa. W 1639 miał szczęście i pobił Francuzów w bitwie pod Diedenhofen 7 czerwca 1639 (odsiecz dla Thionville). Został po tym natychmiast nagrodzony członkostwem w Radzie Cesarskiej, a od króla Hiszpanii otrzymał tytuł księcia Amalfi. W 1640 wspólnie z Hatzfeldtem wyparł z Czech Johana Banéra. Zamiast zostać następcą Gallasa, na co bardzo liczył, został pomocnikiem arcyksięcia Leopolda Wilhelma, z razem którym w 1642 przegrał bitwę pod Breitenfeld. Po tym zdarzeniu spędził kilka lat w hiszpańskiej służbie, gdzie otrzymał jako nagrodę tytuł granda oraz Order Złotego Runa (Orden del Toisón de Oro).
Kilka lat później, ponownie wstąpiwszy do armii cesarskiej, znów został rozczarowany tym, że głównym wodzem wybrano dzielnego weterana Petera Melandera, hrabiego Holzapfel. Lecz gdy Melander padł w bitwie pod Zusmarshausen, Piccolomini został 28 maja 1648 mianowany generałem porucznikiem armii cesarskiej i został generalissimusem końcowej kampanii wojny trzydziestoletniej.
Trzy dni po zakończeniu wojny trzydziestoletniej cesarz wystosował list z podziękowaniami do księcia Piccolominiego oraz nagrodził go ogromną sumą 114 566 guldenów.
Piccolomini zmarł 11 sierpnia 1656. Nie zostawił po sobie dzieci (jego jedyny syn został zamordowany przez Szwedów po bitwie pod Jankowem w 1645), a jego tytuły przeszły na potomstwo jego brata. Wraz ze śmiercią Ottavia Aeneasa Josefa w 1757, linia rodu wywodząca się od brata Ottavia wygasła.